# Torrubiella alba
Torrubiella alba är en svampart som beskrevs av Petch 1931. Torrubiella alba ingår i släktet Torrubiella och familjen Cordycipitaceae.   Inga underarter finns listade i Catalogue of Life.